# Prairiepad
De prairiepad (Anaxyrus cognatus) is een kikker uit de familie padden (Bufonidae). De soort werd voor het eerst wetenschappelijk beschreven door Thomas Say in 1823. Deze soort wordt ook wel Great Plains pad genoemd naar de Engelse naam. De soort behoorde lange tijd tot het geslacht Bufo.

## Uiterlijke kenmerken
De prairiepad bereikt een maximale lichaamslengte tot 11,5 centimeter, de mannetjes blijven kleiner dan de vrouwtjes. De kikker is eenvoudig te herkennen aan de lichtbruine kleur met eironde, donkere en licht omrande vlekken op de rug, die verticaal symmetrisch zijn. Op het midden van de rug is meestal een lichte groef aanwezig. Deze soort heeft verder een gedrongen lichaam met stompe kop en kleine ogen. De tenen zijn in vergelijking met andere soorten relatief lang.

## Algemeen
Het voedsel bestaat uit insecten en wormen en deze pad jaagt op het land en alleen tijdens de schemering. Als het koud of droog weer is blijft hij echter verstopt tot het beter wordt. De voortplanting vindt plaats van maart tot september en de eitjes worden gelegd in ondiep en helder water. Er kunnen wel 20.000 eitjes per keer worden gelegd en de padden zoeken elkaar op om gezamenlijk eitjes af te zetten, waardoor de uitgekozen waterpartijen krioelen van de kikkervisjes. Deze eten algen, rottend organisch materiaal en planten, en vreten vaak met honderdduizenden in een paar weken tijd de hele poel kaal.

## Verspreiding en habitat
Deze pad leeft in delen van Noord-Amerika en komt voor in de landen Mexico en de Verenigde Staten. Hier komt de prairiepad voor in een groot aantal staten van de Verenigde Staten. Het verspreidingsgebied loopt dwars door het land van boven naar beneden en maakt onderaan een zwenk naar links; het volgt de grote prairievlakte die de Amerikanen de Great Plains noemen. Deze soort leeft in graslanden, woestijnranden en heidevelden, dichtbegroeide bossen worden gemeden en ook komt de pad verder uit de buurt van water dan veel andere soorten.
Van de prairiepad zijn migraties bekend naar het noorden van het verspreidingsgebied. Daarbij komen de dieren zo massaal voor dat ze beschouwd kunnen worden als een 'laag padden'. Hierbij zijn wegen veranderd in een glibberige massa en werden miljoenen exemplaren geteld.